# BBC Bo Bo 70 t
Die elektrische Tagebaulokomotive Bo Bo 70 t wurde bei BBC in der Zeit von 1938 bis 1947 in 95 Exemplaren gefertigt.
Die Lokomotiven gehen auf die unmittelbar vor ihnen gebauten LHW/BBC Bo Bo 60 t zurück und waren während der Produktionszeit nicht als Kriegselektrolokomotiven (KEL) eingestuft. Trotzdem wurden bis zum Ende des Zweiten Weltkriegs 95 Lokomotiven gefertigt. Nach dem Zweiten Weltkrieg wurden sie bis 1976 ausgemustert. Es ist keine Lokomotive erhalten geblieben.

## Geschichte
Bei allen Lokomotiven sind die Fabriknummern von BBC bekannt. Der Hersteller des Mechanikteiles ist listenmäßig nicht erfasst, bei den aufgeführten Lokomotiven für den Tagebau Zechau wurde erwähnt, dass Krupp den Mechanikteil erstellt hat.

### Anhaltische Kohlenwerke (AKW)
Die Lokomotiven entstanden als Weiterentwicklung der LHW/BBC Bo Bo 60 t 1938 für verschiedene Tagebaue des Unternehmens hauptsächlich für den Abraumbetrieb. Dazu gehören die Gruben wie der Tagebau Zechau, wo ab 1938 drei Lokomotiven Fabriknummern BBC 5171, 5172, 5213 den Betrieb aufnahmen und später in Kooperation mit einem Revier in Senftenberg weitere Fahrzeuge hinzukamen.
Für die AKW-Bahn des Tagebaus Greifenhain nach Senftenberg in Normalspur übernahmen die Lokomotiven BBC Bo Bo 70 t (900 mm Spurweite) ab 1938 den Abraumbetrieb zu den Halden.

### Werschen-Weißenfelser Braunkohlen AG
Bei der Werschen-Weißenfelser Braunkohlen AG wurden ab 1939 Lokomotiven dieses Typs für verschiedene Gruben wie der Grube Groß-Grimma oder den Tagebau Wählitz eingesetzt.

### Preussag für Mines de Bor
Die Preußische Bergwerks- & Hütten AG beschaffte 1944 bis 1945 insgesamt zwölf Lokomotiven mit den Fabriknummern BBC 5353–5364 für die Mines de Bor in Motovnica (Jugoslawien).

### Nachkriegsgeschichte
In der Region Senftenberg/Greifenhain wurden zum Stand vom 7. November 1957 zwei Lokomotiven beim Tagebau Sedlitz ohne Bezeichnung erwähnt. In einer anderen Quelle ist eine Lok mit der Bezeichnung aus dem DDR-Bergbauschema 2-53 70 A2 abgebildet. Im Jahr 1967 wurden Altbaulokomotiven für die Spurweite von 900 mm bei Senftenberg erwähnt.
Wesentlich detailreicher sind die Verbleibe der anderen ehemaligen AKW-Lokomotiven in der Region Mitteldeutsches Braunkohlerevier. Beim Tagebau Zechau waren im November 1945 16 Lokomotiven mit den Bezeichnungen 11, 12, 30, 42–44, 46–47, 113–116, 126, 127, 137 und 141 erhalten. Sie waren noch jahrelang im Einsatz. Im Jahr 1953 waren noch die Lokomotiven mit den Betriebsnummern 40–43, 60, 62, 63, 67, 79 und 80 vorhanden. Mit der Schließung des Tagebaues Zechau wurden noch zwei Lokomotiven mit den Betriebsnummern 60 und 61 verwendet, die restlichen Lokomotiven wurden vom Tagebau Haselbach übernommen oder auf Kohleverbindungsbahnen eingesetzt.
Im Bereich um Borna wurden nach dem Zweiten Weltkrieg die Lokomotiven mit den DDR-Bergbau-Bezeichnungen 2-23/70-A2 (Fabriknummern fehlen) und 2-36/70-A2 (Fabriknummern fehlen) genannt. Weitere Einsatzbelege sind nicht vorhanden. 
Im Tagebau Profen wurden mehrere Lokomotiven nach 1945 erwähnt. So die Nummer 97 (DDR-Bergbauschema 2–97 70 A2), die Lokomotive 125 und die Lok 107 (DDR-Bergbauschema 2-107 70 A2), die noch 1976 im Werkspersonenverkehr eingesetzt war. Der Grund für das rasche Ende der leistungsfähigen und relativ modernen Lokomotiven war die Ersatzteilsituation. Nach der deutschen Teilung konnten die Betriebe in Ostdeutschland keine Ersatzteile mehr beziehen und waren daher gezwungen, bei Reparaturen Ersatzteilspender auszuschlachten. Sie wurden dann durch Neukonstruktion wie die leistungsmäßig ähnliche LEW EL 3 ersetzt.
Für das Rheinische Braunkohlerevier wurden nach dem Zweiten Weltkrieg ähnliche Lokomotiven mit einem elektrischen Teil von BBC sowie mechanisch von der Schalker Eisenhütte bzw. Krauss-Maffei entwickelt und bis 1960 gefertigt. Diese Lokomotiven waren geringfügig länger und schwerer. Im Einsatz waren die Lokomotiven bis 1980. Vereinzelte Fahrzeuge wurden in den 1970er Jahren beim Bau des Gotthard-Strassentunnels mit verwendet.

## Technik
Die Tagebaulokomotiven hatten ein tief liegendes Führerhaus und zwei Vorbauten. Der mechanische Teil war eine Nietkonstruktion mit Mittelpufferkupplungen, die an den Drehgestellen befestigt waren. Das Führerhaus war für den Betrieb bei den Baggern sehr tief heruntergezogen, die Vorbauten waren sehr flach, sie trugen die zwei Haupt- und die vier Seiten-Stromabnehmer in gerader Form.
Die Antriebsmotoren in Tatzlagerbauart waren fremdbelüftet. In jedem Vorbau saßen zwei Lüfter mit je zwei Luftschächten für die Kühlung der Fahrmotoren und der elektrischen Anlage.
Die elektrische Ausrüstung stammte von BBC und bestand aus Gleichstromtechnik, wo über die elektrische Spannung von der Fahrleitung über den zentral gelegenen Nockenfahrschalter mit der Widerstandssteuerung die elektrischen Fahrmotoren angetrieben wurden, die als Reihenschlussmaschinen ausgeführt waren. Die Druckluft für die Druckluftbremse wurde von zwei Kompressoren erzeugt, elektromechanische Schütze schalteten die Hilfsbetriebmotoren. Die Steuer- und Beleuchtungsspannung betrug 24 V.